# Mitragliera

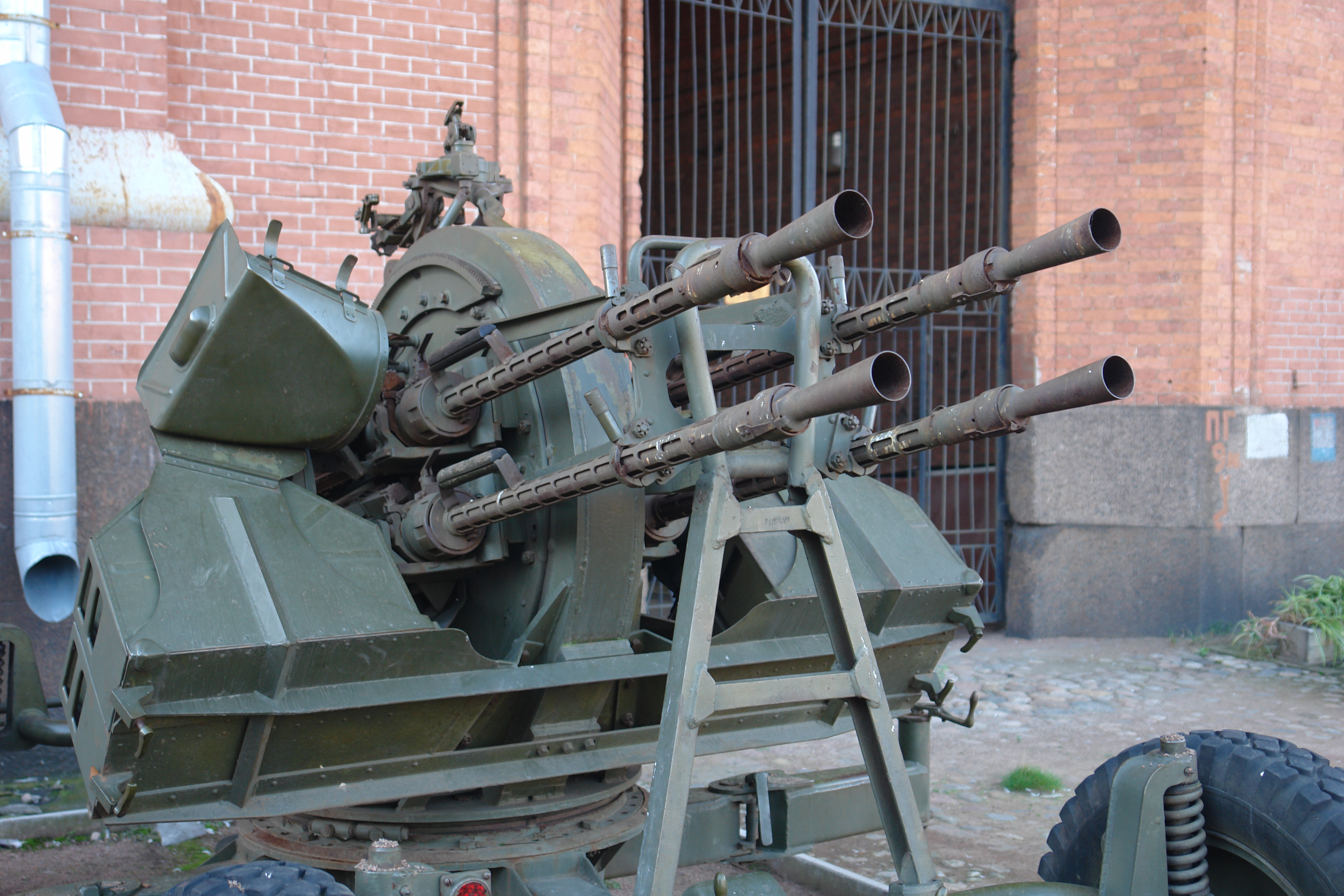
KPV russa

Il termine mitragliera indica un'arma automatica di calibro superiore a quello della mitragliatrice tipicamente usata per la contraerea.
Il termine viene sempre meno usato nel lessico corrente italiano di settore. Le mitragliere vengono infatti definite modernamente mitragliatrici pesanti o più frequentemente cannoni automatici.

## Descrizione
I calibri delle mitragliere sono compresi tra i 15 e i 40 mm. Altri la indicano come arma di calibro tra i 20 e i 40 mm, con una cadenza di tiro tra i 50 e 1 500 colpi al minuto, ed una velocità alla volata di 800–900 m/s. In passato il termine era usato come sinonimo di mitragliatrice.